# Оганесов, Вазген Михайлович
Вазген Михайлович Оганесов (20 февраля 1920, с. Ором, Первая Республика Армения — 23 мая 1993, Ереван) — заместитель командира эскадрильи 347-го истребительного авиационного полка 193-й истребительной авиационной дивизии 13-го истребительного авиационного корпуса 16-й воздушной армии. Подполковник. Герой Советского Союза.

## Биография
Родился 20 февраля 1920 года в селе Ором, ныне Артикского района Республики Армения, в семье рабочего. Армянин. Член КПСС с 1942 года. Окончил 8 классов средней школы.
С 1940 года в Красной Армии. В 1941 году окончил Тбилисскую военную авиационную школу пилотов.
На фронтах Великой Отечественной войны с декабря 1941 года. Большинство боевых вылетов совершил на Як-9, но воевал также на Як-1 и Як-3. Командование считало его лучшим разведчиком дивизии. Самолёт Оганесова был подбит единственный раз в самом конце войны, 28 апреля 1945 года.
Всего за период войны старший лейтенант Оганесов В. М. произвёл 324 успешных боевых вылетов, в 75 воздушных боях сбил 23 самолёта противника лично.
Указом Президиума Верховного Совета СССР от 15 мая 1946 года за мужество и воинскую доблесть, проявленные в период Великой Отечественной войны, старшему лейтенанту Оганесову Вазгену Михайловичу присвоено звание Героя Советского Союза с вручением ордена Ленина и медали «Золотая Звезда».
После войны лётчик-истребитель продолжал служить в ВВС СССР. В 1950 году он окончил Краснодарскую высшую офицерскую школу штурманов ВВС. С 1956 года подполковник В. М. Оганесов — в запасе.
Жил в столице Азербайджана — городе Баку. Работал главным инженером хлебозавода № 3. После обострения армяно-азербайджанского конфликта в 1990 году переехал в столицу Армении — город Ереван, где  скончался 23 мая 1993 года, и был похоронен на аллее почетного захоронения ереванского кладбища «Тохмах».
Награждён орденами Ленина, Октябрьской Революции, 3 орденами Красного Знамени, 2 орденами Отечественной войны 1-й степени, орденом Красной Звезды, медалями.

## Память
- Его имя носили пионерские дружины средней школы в родном селе и школы № 14 в городе Ленинакан.